# Megane Mercury
Megane Ngua Esawong Balboa (Móstoles, 8 de junio de 1996), más conocida por su nombre artístico Megane Mercury, es una persona no binaria española, que se dedica a la canción, a la música, al modelaje, a la creación de contenido audiovisual y a la fotografía.

## Biografía
Megane nació en Móstoles, se crio en Leganés y actualmente vive en Madrid.
Jugó balonmano en el C. B. Leganés. Integró la selección madrileña cadete masculina en junio de 2011.
Megane usa los pronombres él, ella y el they singular. y se ha referido a sí mismo en entrevistas tanto en masculino como en femenino. Es afroespañol, de ascendencia ecuatoguineana.

## Carrera
En 2021 apareció en el videoclip DM de Putochinomaricón junto a artistas drag como Inti, Marcus Massalami y Ken Pollet.
Ese mismo año, tras una campaña de crowdfounding, estrenó su cortometraje Mis amigas.

## Discografía
- Vente (2019)
- Incendio (2020)
- Activao (2020)
- 5 en Punt0 (2020)
- Fr33 B33f (2020)
- Pégate (2020)
- 31 de enero (2021)
- Vorágine (2021)
- Desamor y Pop-Rock para Adolescentes (2021)
- Ritmo Asesino (2021)
- Toma / Kiki (2021)
- Kiki (Solomun Remix) (2022)
- Toma (Truncate Remix) (2022)
- Toma (Riva Starr Back To Basics Remix) (2022)
- In My Room (2019) (2022)

## Filmografía
- Mis amigas (cortometraje, 2021)